# Közönséges mandragóra

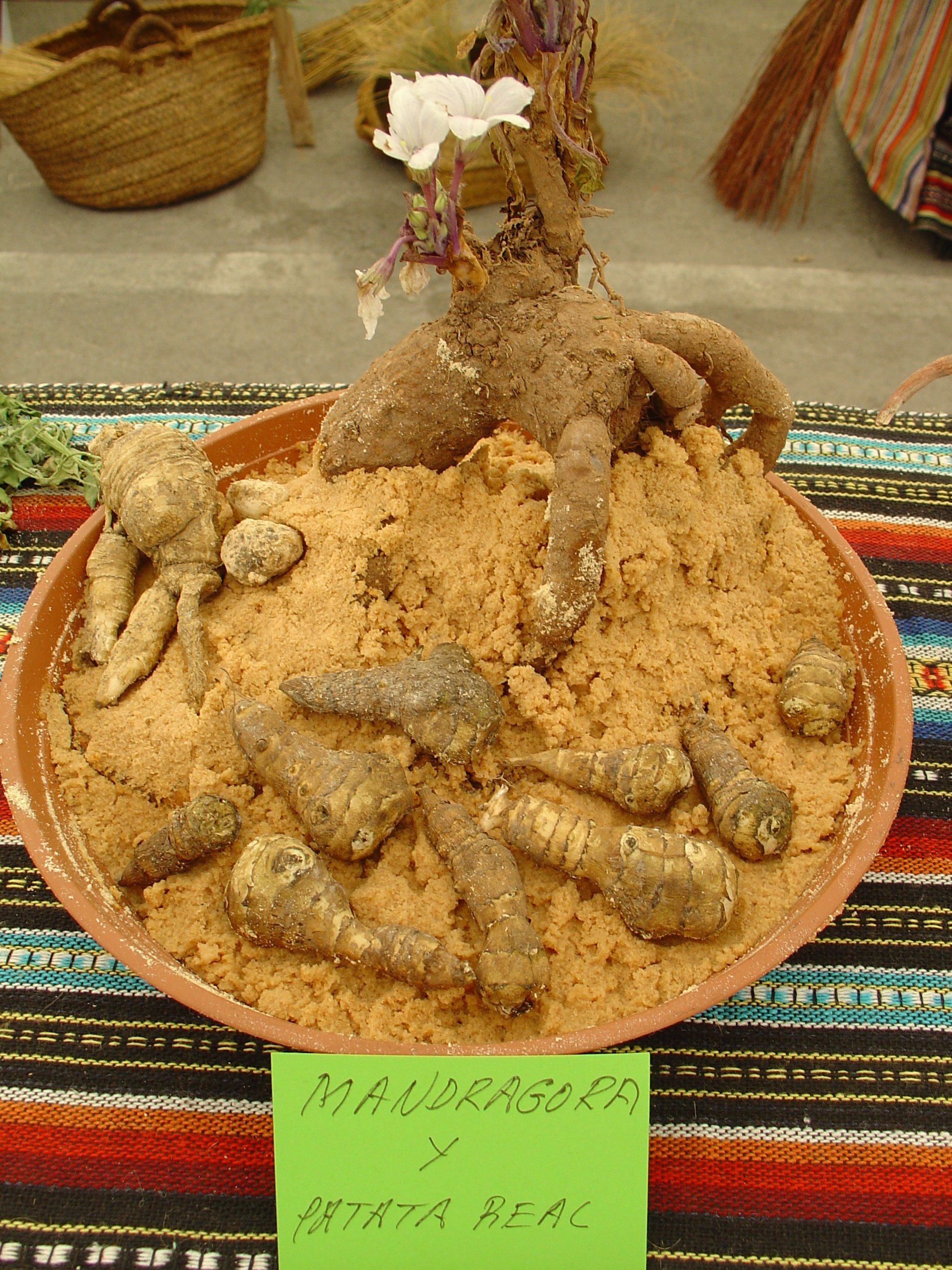
Mandragóragyökerek

A közönséges mandragóra vagy közönséges szerencsegyökér (Mandragora officinarum) a burgonyavirágúak (Solanales) rendjébe és a burgonyafélék (Solanaceae) családjába tartozó faj. Egyéb nevei: kutyaalma, földialma, varázsgyökér, ördögalma.

## Elterjedése, élőhelye
Természetes élőhelye a Földközi-tenger partvidékétől Kis-Ázsiáig terjed, de mivel ősidők óta gyógynövényként ismerik, a világ számos részén meghonosították. Örményországban egy különösen nagy méretű válfaja honos.

## Megjelenése
Lágyszárú növény. Két arasznyi hosszú, 10–15 cm széles, szőrös tőlevelei szétterülnek a talajon. Tél végén a levelek megnyúlnak, és a növény ilyenkor kezd virágozni. Legfeljebb 3 cm-es, igen illatos virágai a hajtáscsúcsokon nyílnak. A zöld csésze öt tagú, a cimpák háromszögletűek. A forrt, mély harang alakú, sárgászöld vagy halványkékes párta a csésze méretének duplája. Az öt, szőrös porzó szabadon áll. A felső állású, kétrekeszű magház a porzókon túlnyúlik, a lédús bogyótermés sárgásfehér, szőrös, sokmagvú. A magok többnyire fél centiméternél valamivel nagyobbak. Évelő növény.

## Hatóanyagai
A mandragóra rokonaihoz, a maszlaghoz és a beléndekhez hasonlóan (kis mennyiségben) atropint tartalmaz.
További alkaloidok:
- tropánvázas alkaloidok,
- L-hioszciamin,
- L-szkopolamin,
- mandragorin.

Az alkaloidák koncentrációja a gyökérben és a gyümölcsökben a legnagyobb. Ezek a vegyületek fokozzák az érzékelést és antikolinerg hatásúak.

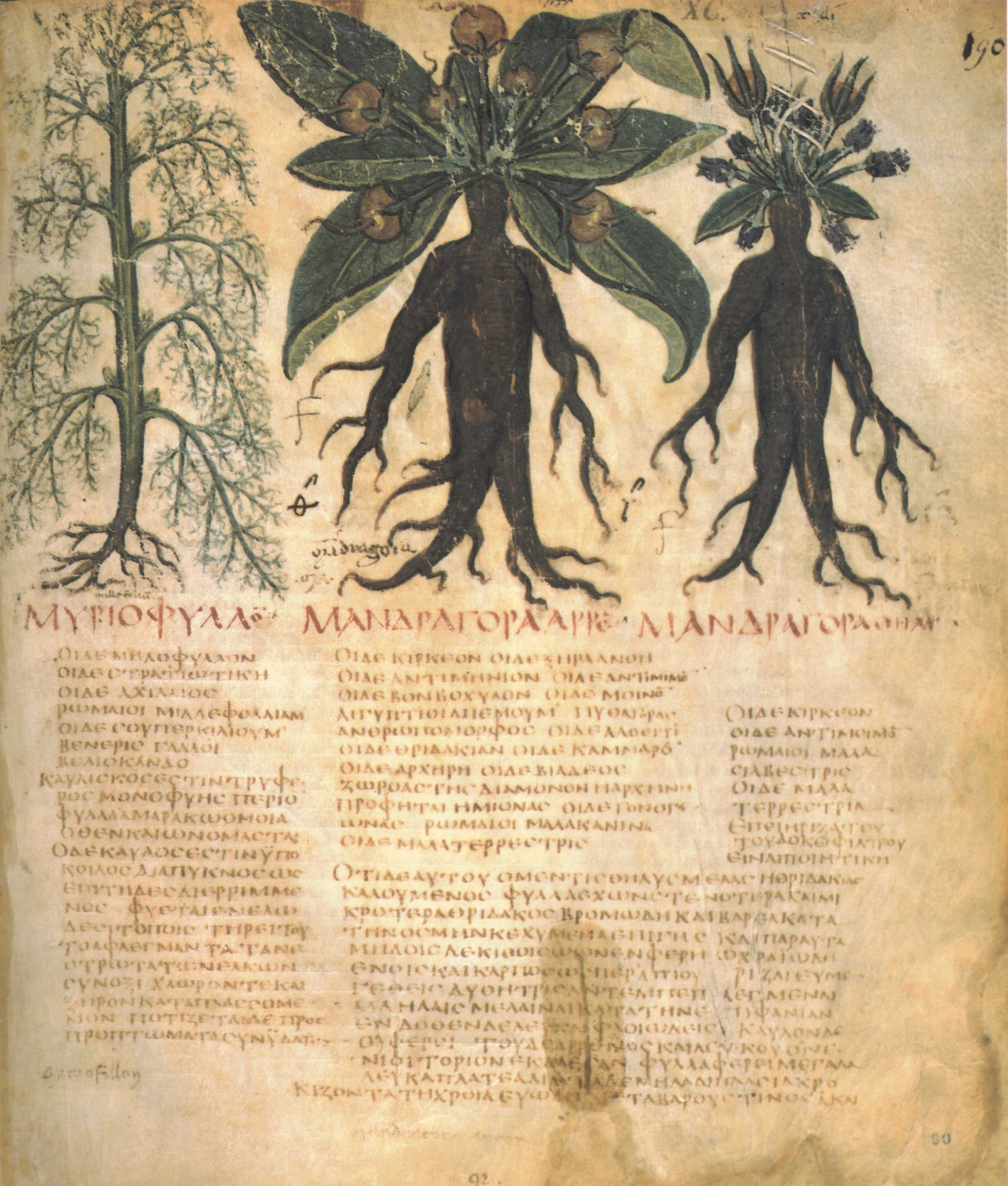
Mandragóragyökerek, ahogy Dioszkuridész görög költő képzelte

Nem alkaloida jellegű összetevői:
- szitoszterol,
- b-metileszkuletin,
- ramnóz,
- glükóz,
- fruktóz,
- cukróz.

## Felhasználása
Egyes példányok gyökere emberi alakra hasonlít, és ez már az ősidőkben a termékenység jelképévé tette. Alakja miatt az egyiptomiak afrodiziákumnak tartották, de emellett altatóként is használták. A legrégebbi fennmaradt ételrecept gyűjtemény, az Ébert-papirusz szerint célszerű tejjel, mézzel, földi fűszerekkel és borral elegyíteni. Első, módszeres leírásai a görögöktől maradtak fenn: ők gyökerét nyugtató és az emésztést serkentő szernek, levelét őrültséget okozó méregnek tartották. Aphrodité egyik beceneve is 'mandragoritis' volt. Az egyiptomi hagyományt követve a rómaiak is altatószernek, emellett pedig hipnotikumként használták. Idősebb Plinius kígyómarás és életuntság ellen ajánlotta.
A középkorban rengeteg legendát, illetve babonát költöttek róla: egyebek közt szelleműző és varázserővel ruházták fel. Úgy vélték, a szigorú előírásokat betartva, éjjel kiásott gyökér hatalmat, pénzt, szerelmet hoz birtoklójának, ezért az arannyal azonos árban mérték.
A középkori orvosok is gyakran alkalmazták altatóként: ehhez a gyökereket borba áztatták vagy elfüstölték. Külsőleg friss sebeket, gyulladt szemeket, keléseket kezeltek vele. A modern gyógyászat kialakulásával a növény feledésbe merült, majd a 20. században a morfiumfüggőséget próbálták vele kezelni.
Ritkasága miatt gyakran hamisították a fecskefű, a gyíkhagyma vagy földitök gyökerével – ez utóbbi igen erős hashajtó.

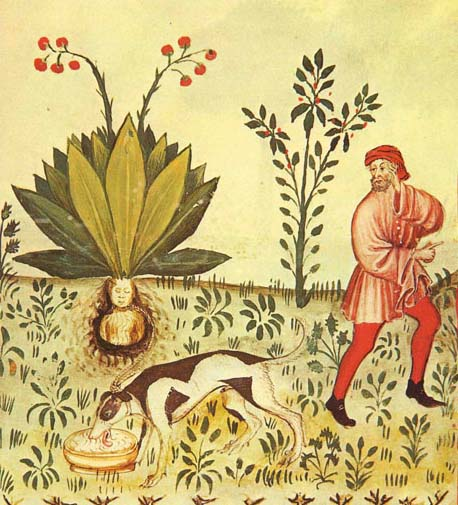
A mandragóra kiásása

## Legendák, babonák
A nadragulya és a mandragóra rokonságát már Theophrasztosz görög filozófus-természettudós is felismerte. A magyar hitvilágban tovább rokonította őket, hogy a nadragulya név a nép ajkán mint „nadrágujjas emberke” élt, és emiatt a nadragulyát máig rendszeresen összekeverik az emberke alakú gyökerű mandragórával.
Az ógermánok látomáskeltő anyagnak és mágikus rontásokhoz használták.
A Historia Plantarum szerint mindazoknak, akik a gyökeret ki akarják ásni, három kört kell húzniuk körülötte karddal, és nyugatra kell nézniük. Segédjeiknek körtáncot kellett lejteniük a növény körül, és erotikus szavakat kell suttogniuk neki.
Hildegard von Bingen a 12. században úgy vélte, hogy mivel e növény hasonlít az emberre, az ördög és annak szeszélyei könnyen befolyásolhatják. Megkülönböztette a hímnemű, a nőnemű és a "bolond" mandragóragyökereket.
A középkorban elterjedt hit szerint a mandragóra bitófa alatt növekszik az akasztott ember írmagjából; ezért a növényt akasztófamanónak is hívták. Ha a gyökeret kihúzzák a földből, olyan szörnyű hangon kezd el sikoltozni, hogy akik meghallják, beleőrülnek vagy belehalnak. Ezért kihúzás közben trombitával kell túlharsogni, vagy egy fekete kutyára bízni, hogy kiássa. Akinek ez sikerül, annak a mandragóra gazdagságot és szerencsét hoz.
Ugyancsak a középkorban a boszorkányok egyik kedvenc növényének tartották: úgy vélték, a mandragóra a repülőzsír egyik fontos alkotóeleme (ezzel kellett bekenni a seprűt, hogy repülni tudjanak vele).

## Mandragóra a művészetekben
- Az Ótestamentumban: „Mikor Jákób este a mezőről jöve, eleibe méne Lea, és monda: Én hozzám jőjj be, mert megvettelek a fiam mandragóra-bogyóiért; és nála hála azon éjszaka. És meghallgatá Isten Leát, mert fogada az ő méhében és szülé Jákobnak ötödik fiat.” (A történetet feldolgozza többek között Thomas Mann a József és testvérei című regényében.) Az Énekek Énekében (Én. 7,13) virágának illata a bódultságot jelképezi.
- J. K. Rowling: Harry Potter és a Titkok Kamrája című könyvében sokat szelídít ezen változaton: elmarad a bitófa és az írmag, a fejlődő mandragórákra zoknit és sálat kell adni a gyógynövénytan órán, hogy meg ne fázzanak a télen, ahogy cseperednek, átmászkálnak egymás cserepeibe, és az érett kor elérését az jelzi, hogy fergeteges bulit csapnak a növényházban. A regényben a mandragóra főzete megszünteti a baziliszkusz okozta bénultságot (és az egyéb mágikus bénító hatásokat is).
- A Grimm fivérek szerint a gyökeret pénteken napfelkelte előtt kell kihúzni. Fülünket dugaszoljuk be gyapottal, viasszal vagy szurokkal, és egy fekete kutyával menjünk a növényhez. Vessünk rá három keresztet, és lazítsuk fel körülötte a földet, majd egy kötéllel kössük a növényt a kutya farkához. Mutassunk a kutyának egy darab kenyeret, és sebesen fussunk el: a kutya ilyenkor utánunk ered, kihúzza a gyökeret, és a sikoltástól legott kileheli a lelkét, mi pedig felvehetjük a gyökeret. Azt vörösborral tisztára kell mosni, egy fehér és piros selyemkendőbe burkolni, és dobozba tenni. Ezután fürdessük meg minden pénteken és újholdkor, adjunk rá tiszta, fehér inget, és akkor megkérdezhetjük tőle, amit szeretnénk, a mandragóra pedig titkos dolgokat jövendöl meg az üdvözülésről és a gyógyulásról.
- Niccolò Machiavelli: „A mandragóra” című reneszánsz színművét sokan az első modern európai jellemkomédiának tekintik.
- Benedek István: Mandragóra címmel összesítette a keleti orvostudományról és varázslásról összegyűjtött ismereteit.
- Hajnóczy Péter: Mandragóra című elbeszélését először az Új Írás folyóirat 1976/7. száma közölte. Később az 1977-es M című kötetben is megjelent, valamint az Árgus folyóirat 2004/11. számában.
- Margit Sandemo: Jéghegyek népe című sorozatában a mandragóra végigkíséri a család történetét. A legtöbb esetben segíti a család tagjait, csak az átokkal sújtott, velejéig gonosz tagokra hoz balszerencsét. A sorozat vége felé szolgálataiért cserébe a fekete angyalok emberré változtatják.
- Komlói zenekar, Mandragóra néven működött 1998-2003 között. Tagjai a komlói Nagy László Gimnázium tanulói, tanárai. József Attila, Nagy László, Tóth Árpád verseit zenésítették meg. Illetve önálló Pilinszky János esttel mutatkoztak be Senkiföldjén címmel 2002 őszén, a Komlói Szinház és Hangversenyteremben, illetve Pécsen a Harmadik Színházban. Hangszereik, akusztikus klasszikus gitár, hegedű, fuvola, konga, egyéb ütős, sok szólamú ének, valamint szavalat.